# Ed Rec Vol. 3
Ed Rec Vol. 3 is het derde verzamelalbum samengesteld door Ed Banger. Het verscheen onder het label Ed Banger Records op 26 mei 2008.

## Tracklist
1. Mr. Oizo - "Yves"
2. Busy P (ft. MURS) - "To Protect and Entertain"
3. Mr. Flash  - "Over The Top"
4. SebastiAn - "Dog"
5. Uffie - "Robot Oeuf"
6. Justice - "Stress (Auto Remix)"
7. Mr. Oizo - "Minuteman's Pulse"
8. DJ Mehdi - "Pocket Piano"
9. Krazy Baldhead - "No Cow, No Pow"
10. DSL - "Find Me In The World"
11. Feadz (featuring Spank Rock) - "Back It Up"
12. So Me - "Decalcomania"